# Water

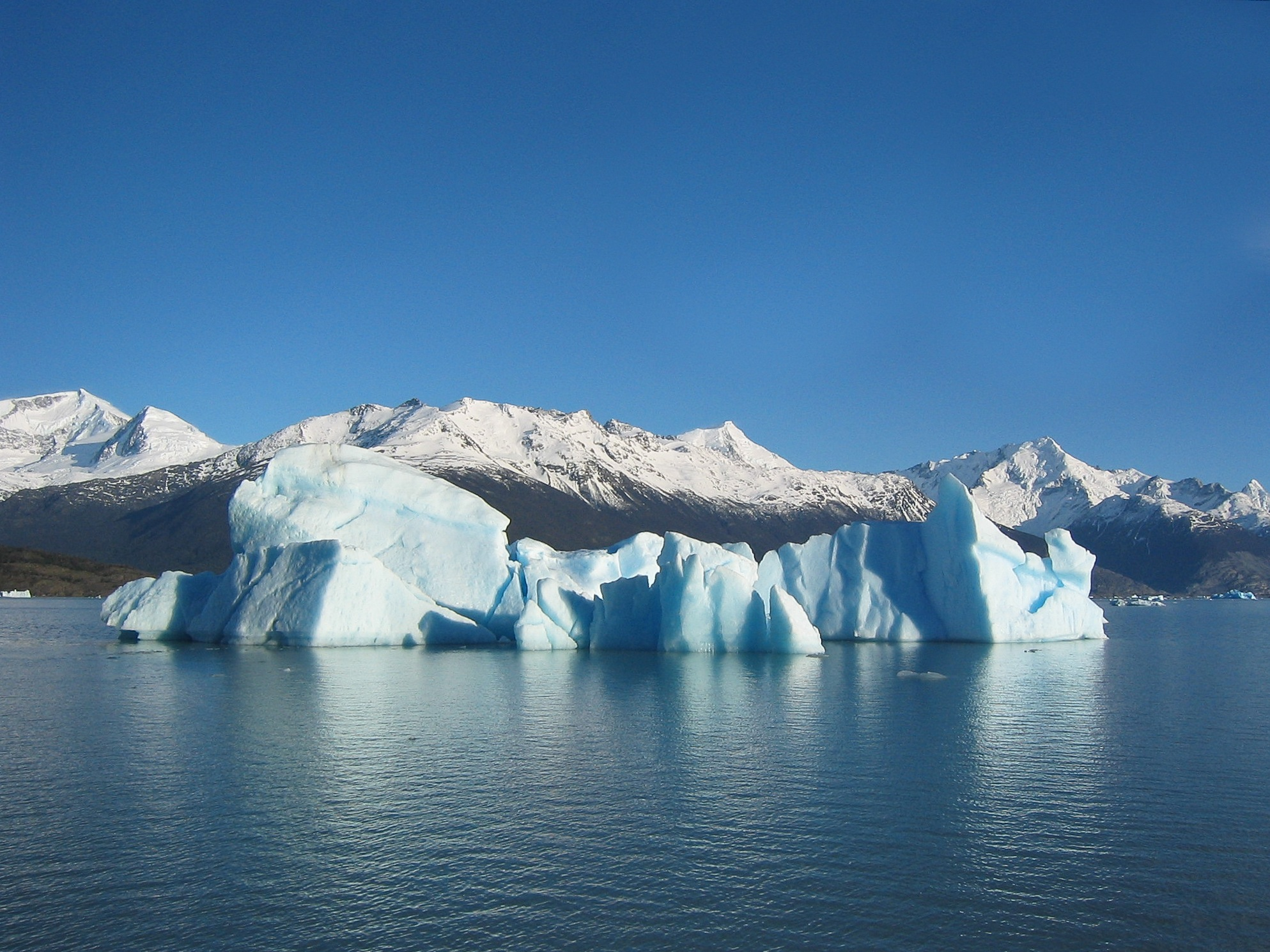
Water als vaste stof, vloeistof en gas

Water (H2O; aqua of aq.; zelden diwaterstof(mono-)oxide of oxidaan) is de chemische verbinding van twee waterstofatomen en een zuurstofatoom. Water komt in de natuur voor in de drie verschillende hoofdfasen: als vloeistof, als vaste stof en als gas. Bij kamertemperatuur is water een vloeistof zonder specifieke kleur en geur. Al het leven op aarde bestaat grotendeels uit en is afhankelijk van water. Water bedekt 71% van het aardoppervlak.

## Oorsprong van water op Aarde
Naar de huidige stand van de wetenschap stamt het water op aarde uit de volgende bronnen:
- Een deel van het aardse water is vrijgekomen door het uitgassen van magma, afkomstig uit het binnenste van de Aarde (geochemische oorsprong).
- Een andere factor die voor water op Aarde zorgde was de inslag van kometen, transneptunische objecten of waterrijke planetoïden (protoplaneten) die van buiten de planetoïdengordels op de Aarde terechtkwamen (astrochemische oorsprong).

## Fysische eigenschappen

### Aggregatietoestanden

Het fasediagram van water. In dit diagram kan afgelezen worden of water vast, vloeibaar of gasvormig is bij een gegeven temperatuur en druk. Bij het tripelpunt kan water in drie fasen voorkomen. Boven het kritisch punt is geen scheidingsvlak meer tussen vloeistof en gas.

Water kan in drie hoofdfasen of aggregatietoestanden bestaan: vast (ijs), vloeibaar (water) en gasvormig (waterdamp). De temperatuurschaal van Celsius is gebaseerd op de overgang tussen deze toestanden: bij 0 °C smelt ijs en bij 100 °C kookt water (bij standaarddruk). Water kan zowel vanuit vaste stof als vloeistof verdampen. Verdampen vanuit ijs heet sublimeren. Omgekeerd kan waterdamp overgaan in de vloeibare toestand, dit noemt men condenseren, en overgaan in de vaste toestand, dit noemt men rijpen.

Faseovergangen en -toestanden van water

Het smelt- en kookpunt zijn afhankelijk van de druk: het smeltpunt ligt lager bij hogere druk en het kookpunt ligt lager bij lagere druk. Dat het kookpunt bij lagere druk lager ligt betekent dat aardappelen niet gaar worden als ze hoog in de bergen worden gekookt.
De vaste toestand van water kent ten minste elf verschillende ijsfasen, optredend bij verschillende drukken en temperaturen en elk met hun eigen kristalstructuur.

Er is ook een toestand waarbij ijs, vloeibaar water en waterdamp tegelijk voorkomen. Die toestand heet tripelpunt en treedt op bij 0,01 °C en 0,6 kPa.
Bij normale atmosferische druk kan ook onderkoeld water en oververhit water voorkomen. Dat is water dat kouder dan 0 °C of warmer dan 100 °C maar vloeibaar is. Dit komt onder andere voor als water verhit wordt in een zeer schoon en effen vat, bijvoorbeeld in een bekerglas. Bij de geringste fysische verstoring begint het water bijna explosief te koken. Dit verschijnsel wordt kookvertraging genoemd. Onderkoeld water kan plotseling overgaan in de vaste toestand door bijvoorbeeld een trilling. Er wordt dan zeer snel ijs gevormd.
Waterstofbruggen zorgen er in ijs voor dat het ijs van 0 °C een kleinere massadichtheid heeft dan water van 0°C. De waterstofbrug O···H—O is namelijk lineair. Dit feit en de veronderstelde sp3-hybridisatie bij het atoom zuurstof heeft tot gevolg dat in ijs net zoals in diamant er tussen de moleculen relatief veel lege ruimte is. Bij het smelten van ijs wordt deze structuur voor een deel verbroken en komen de watermoleculen gemiddeld dichter bij elkaar. IJs heeft een hexagonaal kristalstelsel, waarin alle atomen zuurstof in het midden van een regelmatig viervlak liggen, met op de vier hoekpunten weer een atoom zuurstof.

### Waterstofbruggen
Een waterstofbrug is een speciale binding tussen vooral waterstof-atomen die aan zuurstof gebonden zijn. Het  optreden van waterstofbruggen heeft effect op de #soortelijke warmte, het smelt- en kookpunt en de #dichtheid van water.

### Dichtheid
Bij standaard atmosferische druk heeft water zijn grootste dichtheid (999,972 kg/m³) bij een temperatuur van circa 3,984 °C boven het smeltpunt. Waterstofbruggen vormen een raster van rechte verbindingen tussen de watermoleculen. In ijs is dit raster geheel aanwezig, maar tijdens het smelten stort het gedeeltelijk in, waardoor de moleculen dichter bij elkaar kunnen komen. Vloeibaar water heeft daardoor een hogere dichtheid dan ijs. Water heeft daarmee de uitzonderlijke eigenschap dat de vaste stof minder dicht is dan de vloeistof en dus op de vloeistof kan drijven. Ook na het smelten gaat het verbreken van de bruggen verder, en het effect daarvan is zelfs groter dan de extra ruimte die door de warmtebeweging voor moleculen nodig is. Pas boven de ongeveer 4 °C gaat water uitzetten. Kouder water zet bij verder afkoelen uit, warmer water bij verwarmen. Bij afkoelen door koude lucht boven het water zal eerst de hele hoeveelheid water in temperatuur dalen naar 4 °C, want het koudere water heeft een grotere dichtheid en zakt steeds naar de bodem. Warmer water neemt zijn plaats aan het oppervlak in. Is al het water afgekoeld tot 4 °C dan blijft het koudere, uitgezette, water juist op dat van 4 °C drijven en koelt verder af en bevriest uiteindelijk. Daardoor bevriest een watermassa in de natuur van boven naar beneden. Het ijs isoleert daarbij het vloeibare water eronder. Dit effect speelt een grote rol bij het leven in sloot en plas. Mogelijk heeft deze eigenschap ook een grote rol gespeeld bij het ontstaan van leven op aarde, immers zowel diep onder extreem dikke ijslagen als diep onder warm oppervlaktewater kan zich vloeibaar water met een stabiele temperatuur van 4 °C bevinden.

### Soortelijke warmte
Water heeft een buitengewoon grote soortelijke warmte; voor water in vloeibare vorm is dit 4186 joule per kilogram per kelvin. Dat wil zeggen dat er 4186 joule nodig is om een liter water een graad in temperatuur te doen stijgen. Hierdoor hebben systemen die veel water bevatten, zoals levende wezens, maar ook de aarde als geheel een relatief stabiele temperatuur. De matigende invloed van water op het klimaat is het sterkst in gebieden met een zeeklimaat.

### Smeltpunt en kookpunt
In vergelijking met de andere {\displaystyle {\ce {H2E}}}-verbindingen (E = zwavel, seleen, telluur en polonium) uit de zuurstofgroep van het periodiek systeem heeft water zowel een ongewoon hoog smeltpunt als kookpunt. In de grafiek hiernaast, waarin de smelt- (blauw) en kookpunten (rood) van de serie verbindingen zijn uitgezet tegen het periodenummer van het centrale element. De in de zelfde kleuren aangegeven trendlijnen hebben op de plek waar water verwacht wordt een waarde van -101 °C voor het smeltpunt en -99 °C voor het kookpunt.

### Absorptie en verstrooiing
Schoon, vloeibaar water krijgt een blauwe kleur als gevolg van verschillen in absorptie en verstrooiing van blauw en rood licht: water absorbeert rood licht 100 maal meer dan blauw licht en verstrooit blauw licht 5 maal meer dan rood licht. De kleur wordt echter pas duidelijk zichtbaar als het water meer dan een paar decimeter diep is.

## Kringloop
Op aarde bestaat er een waterkringloop waarbij zeewater verdampt, in de atmosfeer condenseert en als neerslag weer terugvalt, waarna rivieren en grondwater het weer terugvoeren naar de zee. Zeewater wordt ook wel zout water genoemd omdat er vele zouten in opgelost zijn. Bij het verdampen van zeewater blijven de zouten achter in zee, waardoor neerslag geen zout bevat, dit noemt men zoet water. De overgang tussen zoet water en zout water, de tijnaad, is niet altijd even duidelijk (bijvoorbeeld in rivieren met getijden), deze mengeling van zoet en zout water noemt men brak water.
Op de aarde komt ongeveer 1.400.000.000 km³ water voor. Hiervan bevindt 97% zich als zout water in oceanen en zeeën. De rest is onderverdeeld in zoet en zout grondwater (23.300.000 km³), ijs (24.000.000 km³), oppervlaktewater (meren en rivieren, 190.000 km³) en waterdamp in de atmosfeer (14.000 km³). De verhoudingen variëren enigszins door verschillende factoren, waaronder het klimaat.

## Water in de chemie
Een watermolecuul is een chemische verbinding van twee waterstofatomen en een zuurstofatoom. De molecuulformule is H2O. Een zelden gebruikte, maar systematische chemische naam voor water is oxidaan. Bij die benaming ligt de nadruk op water als hydride van zuurstof.

### Chemische eigenschappen
Het watermolecuul is een elektrische dipool.
De binding tussen zuurstof en waterstof is polair-covalent waardoor een klein ladingsverschil ontstaat binnen die verbinding. Door de opbouw van het watermolecuul, H-O-H, waarbij de atomen niet in een lijn liggen maar onder een hoek heeft het watermolecuul een positieve en een negatieve kant.
Door hun polariteit trekken watermoleculen elkaar sterk aan, wat het relatief hoge smeltpunt, hoge kookpunt en de hoge smeltwarmte en verdampingswarmte verklaart. De polariteit van water en de relatief grote molecuulmassa verklaren waarom zouten (ionen) en polaire stoffen (zoals suiker) zo goed in water oplossen. De polaire watermoleculen hechten zich gemakkelijk aan de sterk geladen ionen waardoor deze uit hun kristalrooster getrokken kunnen worden. Ook polaire stoffen als aceton en ethanol mengen gemakkelijk in water, in alle verhoudingen.
Watermoleculen kunnen opsplitsen in een (zuur) H3O+-ion en een (base) OH−-ion. Deze reactie wordt de autoprotolyse van water genoemd:
{\displaystyle {\ce {H2O + H2O <=> H3O+ + OH-}}}
In zuiver water bij een temperatuur van 298 K zijn de concentraties van beide ionen 10−7 mol/l. De pH van het water is dan 7 (−log10−7=7). De pH-neutraliteit wordt dus veroorzaakt door het feit dat beide ionen in gelijke concentraties aanwezig zijn.
Water is dus een amfolyt, wat wil zeggen dat de stof zowel zuur, als basisch kan reageren. Voegen we een zuur aan het water toe, dat een zwakkere base is dan het water zelf, dan neemt een watermolecuul een proton op en vormt het hydronium-ion (H3O+), het water reageert nu basisch met het zuur. Is er een sterkere base dan het water zelf aanwezig dan vormt er een basisch deeltje: het hydroxide-ion (OH−), het water reageert als zuur met de base.
Water kan onedele metalen oxideren onder vorming van waterstofgas. Bij zeer onedele metalen zoals natrium en kalium verloopt die reactie snel (met vuurverschijnselen), bij minder onedele metalen zoals ijzer verloopt de oxidatiereactie veel langzamer en gelijkmatiger. Een goed voorbeeld van een explosieve reactie tussen een metaal en water is die van natrium en water, waarbij naast natriumhydroxide en waterstofgas ook nog een grote hoeveelheid energie gevormd wordt:
{\displaystyle {\ce {2Na + 2H2O -> 2Na+ + 2OH- + H2 + E}}}

## Water in de levende natuur

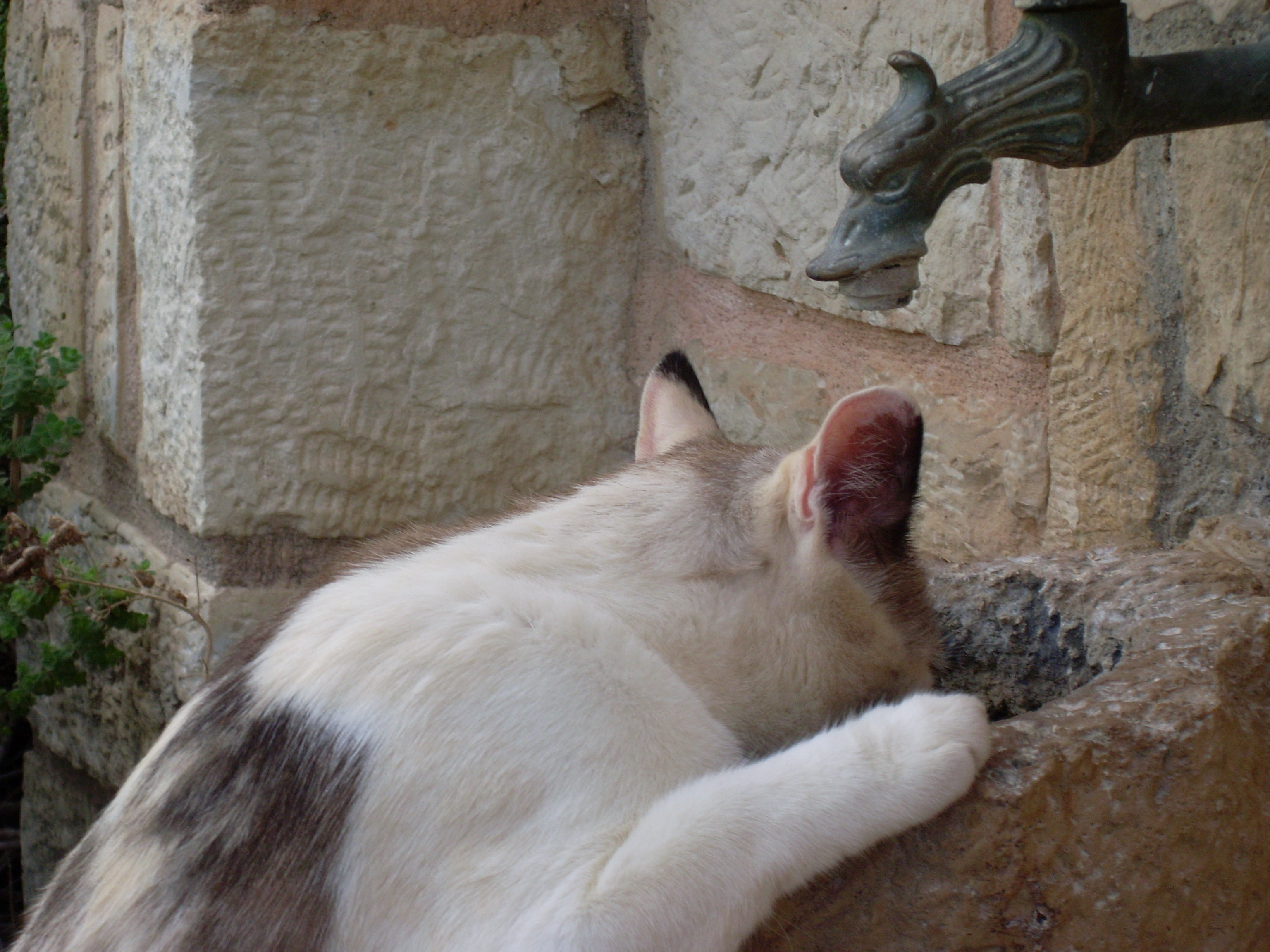
Ieder levend wezen heeft water nodig.

Elk organisme bestaat voor meer dan de helft uit water: planten voor ongeveer tachtig, dieren inclusief mensen bestaan voor ongeveer zestig procent uit water, afhankelijk van leeftijd en geslacht.
Dit water bevindt zich bij meercellige organismen voor twee derde in de cellen (intracellulaire vloeistof), en een derde erbuiten (extracellulaire vloeistof). Het water buiten de cellen kan verder worden onderverdeeld in intercellulaire- of weefselvloeistof, en intra-vasculaire ('binnen de bloedvaten') vloeistof of bloedplasma, het vloeibare gedeelte van bloed. Organismen verliezen water door verdamping en uitscheiding. Om dit verlies aan water te compenseren, moeten organismen water opnemen.
Landplanten en dieren passen zich aan aan droge omstandigheden, bijvoorbeeld door respectievelijk bladverlies en zomerslaap in het droge seizoen. In extremere omstandigheden, zoals woestijnen waar het jaren niet kan regenen, kunnen sommige soorten landplanten en ongewervelde dieren tot tientallen jaren overleven, door via anhydrobiose hun stofwisseling volledig stil te leggen. Ook veel plantenzaden kunnen jaren in de woestijnbodem overleven, om bij plotseling optredende neerslag massaal, en in korte tijd (binnen enkele dagen), tot achtereenvolgens ontkieming, groei en bloei te komen, de zogenaamde 'desert bloom' (woestijnbloei).

## Water en humanitaire ontwikkeling

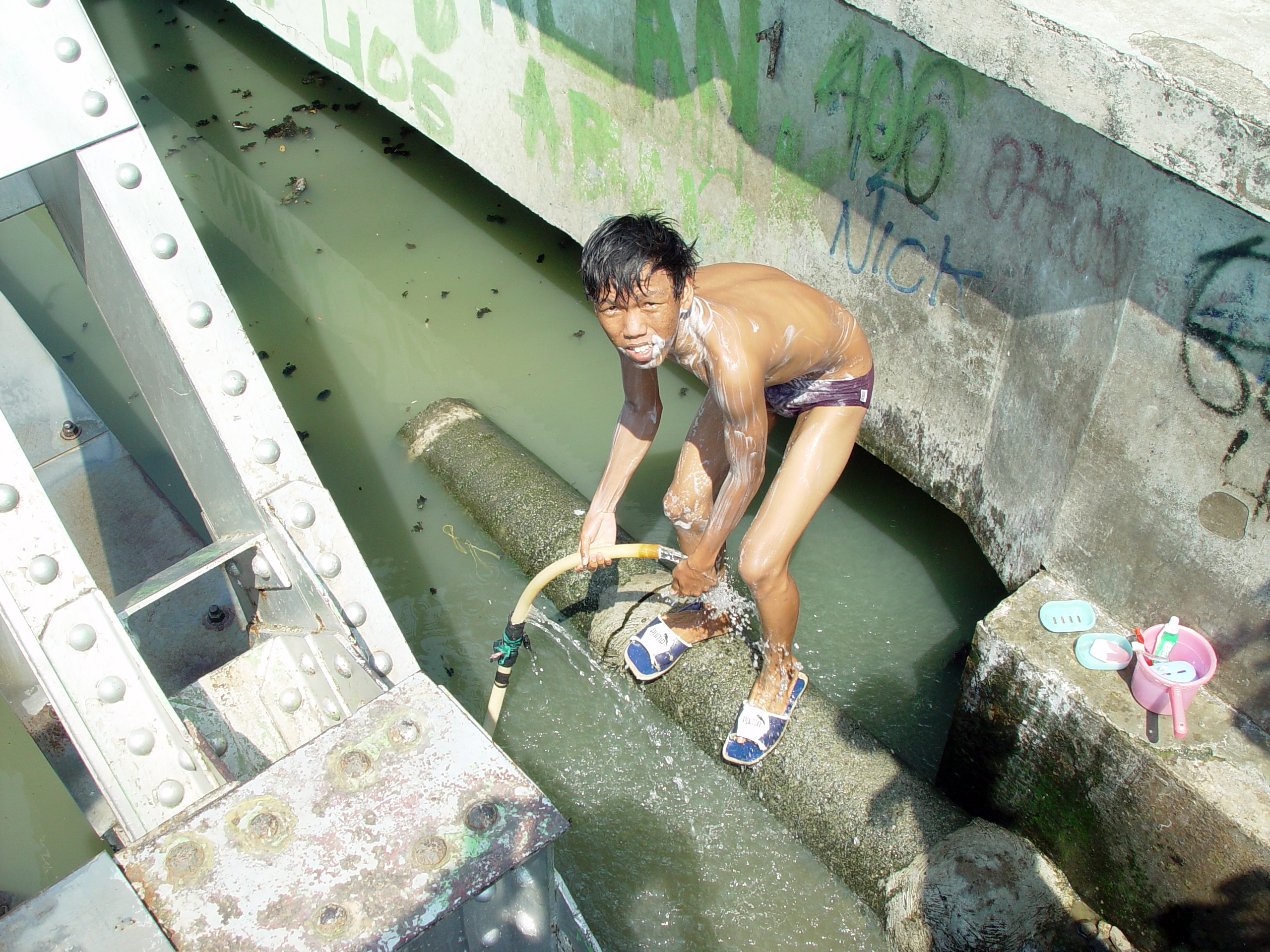
Jongen in Jakarta wast zich (2004)

Water, en met name goed drinkwater is erg belangrijk voor de mens. Het speelt dan ook een belangrijke rol in de ontwikkeling van de derde wereld. Meestal wordt onderwijs als belangrijkste factor gezien, maar water is een niet te verwaarlozen middel om bij te dragen aan het succes van dit onderwijs. Zowel de medische gevolgen als de hygiënische aspecten van een watertekort, met daarbij ook de tijd die het kost om water bij een ver gelegen pomp te halen, verminderen de tijd die leraren en leerlingen aan school kunnen besteden.
Er kan een waterconflict ontstaan als er niet voldoende schoon water voorhanden is in een gebied of land. Waterschaarste heeft niet alleen betrekking op drinkwater, maar ook op water dat gebruikt kan worden voor de landbouw, industrie, transport (bijvoorbeeld de Suezcrisis) en ontspanning. Er zijn regio's in de wereld waar water een schaars goed is door klimatologische omstandigheden of infrastructurele problemen of ontbossing. Dit betreft bijvoorbeeld het Midden-Oosten, het oostelijke deel van de Verenigde Staten van Amerika en de Sahara maar ook landen in de Tropen.
Anno 2010 heeft 89% van de mensen toegang tot schoon water.
Ongeveer een tiende van de wereldbevolking heeft nog geen directe toegang tot schoon drinkwater. Daarbij hebben 2,4 miljard mensen onvoldoende hygiëne als gevolg van watergebrek. Per dag sterven wereldwijd 6000 mensen door gebrek aan water.
Er is aangetoond dat water een positief effect op het onderwijs in arme landen heeft. Een studie van de Wereldbank wees uit dat een school in Tanzania, toen er een waterpomp op een kwartier lopen in plaats van een uur kwam, een 12% hogere opkomst gerealiseerd kreeg. Toen de haaltijd van water op een plek in Bangladesh werd verkort, leverde dit een 15% hogere opkomst op. In Nederland is water een van vier prioritaire thema’s van het Nederlandse ontwikkelingsbeleid.

## Symbolische betekenis

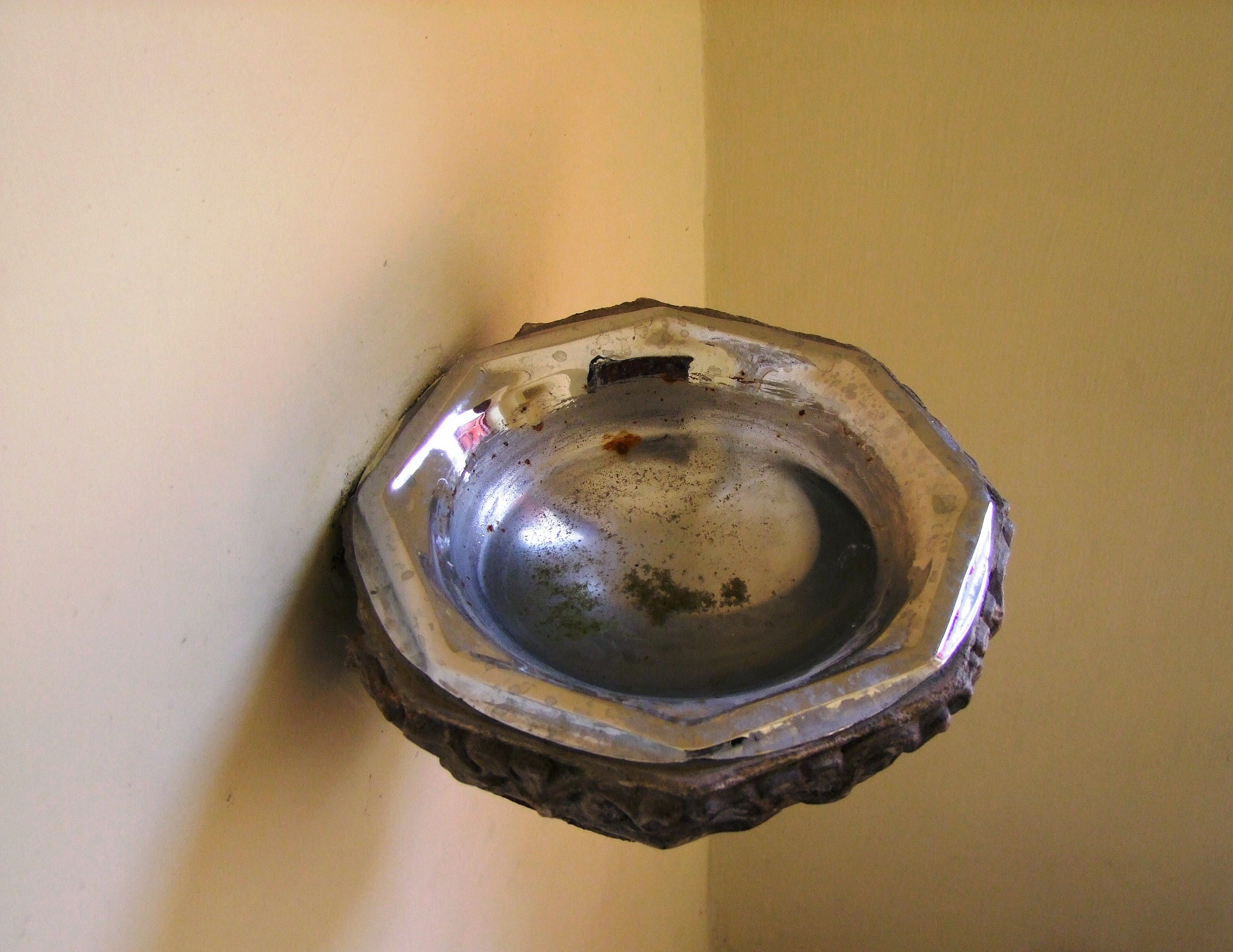
Wijwaterbakje in een Poolse kerk

Water wordt vanuit de klassieke oudheid beschouwd als een van de natuurelementen naast aarde, vuur en lucht.
In het christendom en het jodendom neemt water een bijzondere plaats in. De beschavingen in het oude Egypte en het koninkrijk Israël lagen in die tijden in of langs droge, woestijnachtige gebieden. Zonder water was men daar gedoemd te sterven. De enkele keren dat het regende was het vaak een dusdanige hoeveelheid dat er nietsontziende modderstromen en overstromingen ontstonden.
In veel religies staat water symbool voor een reinigend middel.
In de oorspronkelijk Hebreeuwse tekst van Genesis wordt de hemel aangeduid met een dualis dat water(en) betekent. God scheidt de hemelse wateren van de aardse wateren, de zeeën.
Rooms-katholieken kennen het wijwater. Dit water is gezegend door een bevoegde priester en kan in de kerk gebruikt worden of meegenomen naar huis voor gebruik. Men doopt dan de vingers in een gevuld wijwaterbakje en maakt een kruisteken. Volksgeloof wil dat het sprenkelen van zulk water op de vloer hen die in het vagevuur vertoeven, ten goede zou komen.

## Water en erosie
Wanneer water bevriest verhoogt het zijn volume. Als het in gesteente binnendringt en bevriest oefent het hierbij 2 kg/cm² druk uit waardoor gesteente erodeert.